# Mancomunidad Las Dehesas
La mancomunidad Las Dehesas es una agrupación administrativa de municipios en la provincia de Salamanca, Castilla y León, España. 

## Municipios
- Abusejo
- Aldeanueva de la Sierra
- Aldehuela de la Bóveda
- Barbalos
- La Bastida
- Berrocal de Huebra
- Boada
- Buenamadre
- El Cabaco
- Cabrillas
- Carrascal del Obispo
- Castraz
- Cereceda de la Sierra
- Cilleros de la Bastida
- Escurial de la Sierra
- La Fuente de San Esteban
- Garcirrey
- El Maíllo
- Martín de Yeltes
- Matilla de los Caños del Río
- Narros de Matalayegua
- Nava de Francia
- Navarredonda de la Rinconada
- Pelarrodríguez
- Puebla de Yeltes
- Retortillo
- La Rinconada de la Sierra
- Robliza de Cojos
- La Sagrada
- San Muñoz
- Sanchón de la Sagrada
- Sepulcro-Hilario
- Tamames
- Tejeda y Segoyuela
- Vecinos
- Las Veguillas
- Villalba de los Llanos
- Villares de Yeltes

## Competencias
- Recogida de residuos sólidos urbanos y su posterior tratamiento.
- Servicio de extinción de incendios.
- Gestión de servicios económico-administrativos.
- Fomento de la actividad agropecuaria.
- Asesoría jurídica.
- Asesoría de carácter urbanístico.
- Reparación y conservación de caminos.